# Challenger de Oeiras Indoor II 2023
El torneo Oeiras Indoors II 2023 fue un torneo de tenis perteneció al ATP Challenger Tour 2023 en la categoría Challenger 75. Se trató de la 2ª edición; el torneo tuvo lugar en la ciudad de Oeiras (Portugal), desde el 9 hasta el 15 de enero de 2023 sobre pista dura bajo techo.

## Jugadores participantes del cuadro de individuales
| Favorito | País                    | Jugador                   | Rank1 | Posición en el torneo |
| -------- | ----------------------- | ------------------------- | ----- | --------------------- |
| 1        | Bandera de Lituania     | Ričardas Berankis         | 168   | Semifinales           |
| 2        | Bandera del Reino Unido | Jay Clarke                | 240   | Segunda ronda         |
| 3        | Bandera de Italia       | Matteo Gigante            | 250   | Primera ronda         |
| 4        | Bandera de Francia      | Arthur Fils               | 251   | CAMPEÓN               |
| 5        | Bandera de Serbia       | Hamad Međedović           | 255   | Primera ronda         |
| 6        | Bandera de Francia      | Harold Mayot              | 256   | Primera ronda         |
| 7        | Bandera de España       | Nikolás Sánchez Izquierdo | 267   | Primera ronda         |
| 8        | Bandera de Canadá       | Steven Diez               | 272   | Primera ronda         |

- 1 Se ha tomado en cuenta el ranking del 2 de enero de 2023.

### Otros participantes
Los siguientes jugadores recibieron una invitación (wild card), por lo tanto ingresan directamente al cuadro principal (WC):
- Jaime Faria
- Gonçalo Oliveira
- Pedro Sousa

Los siguientes jugadores ingresan al cuadro principal tras disputar el cuadro clasificatorio (Q):
- Gabriel Décamps
- Elmar Ejupović
- Sebastian Fanselow
- Cem İlkel
- Mark Lajal
- Dino Prižmić

## Campeones

### Individual Masculino
- Arthur Fils derrotó en la final a  Joris De Loore, 6–1, 7–6(4)

### Dobles Masculino
- Sander Arends /  David Pel contra  Patrik Niklas-Salminen /  Bart Stevens, 6–3, 7–6(3)